# Пирсон, Крис
Кристофер Уильям (Крис) Пирсон (англ. Christopher William 'Chris' Pearson; 29 апреля 1931, Летбридж, Альберта — 14 февраля 2014, Клейтор-Лейк, округ Пьюласки, Виргиния, США) — канадский политик и дипломат, первый премьер Юкона, избранный в результате партийных выборов. Пирсон занимал этот пост с ноября 1978 по март 1985 года.

## Биография
Крис Пирсон родился в 1931 году в Летбридже (Альберта). Окончив Альбертский университет, в 1957 году переехал на территорию Юкон, где работал инженером-строителем. С 1960 года он был государственным служащим, в 1973 году открыв собственное дело.
Со временем Пирсон оказался вовлечён в региональную политику. Он был председателем Торговой палаты Уайтхорса и членом ряда правительственных комиссий Юкона — в частности, комиссии по электроснабжению населения и комиссии по ссудам мелким предприятиям. С формированием в 1978 году юконской организации Прогрессивно-консервативной партии Канады (впоследствии Партия Юкона) он стал её членом и принял участие в первых территориальных выборах на партийной основе. Хотя на ноябрьских выборах 1978 года консерваторы получили большинство в территориальном законодательном собрании, действующий лидер партии Хильда Уотсон проиграла в своём округе и 8 декабря подала в отставку с поста руководителя партии, а Пирсон стал лидером парламентского большинства, составлявшего 11 из 16 депутатов.
3 февраля 1979 года Пирсон был избран новым лидером партии на безальтернативной основе. Как лидер большинства в законодательном собрании, он автоматически возглавил и территориальный правительственный кабинет, состоявший в то время из пяти человек. Однако в это время территория Юкон реально управлялась комиссаром Юкона, и одной из задач кабинета Пирсона стало формирование ответственного правительства. В июне 1979 года Пирсон отправил письмо министру по делам индейцев и развитию Севера Джейку Эппу, входившему в недавно избранное консервативное правительство Канады, с требованиями расширения полномочий для демократически избранной территориальной власти. Ответное письмо Эппа, направленное в октябре действующему комиссару Юкона Ионе Кристенсен, не только содержало детальные инструкции по ограничению власти комиссара и расширению полномочий территориального правительства, но и присваивало главе этого правительства впервые в истории Юкона титул премьера.
Обещанного федеральным правительством придания Юкону статуса провинции, однако, не произошло, так как федеральные выборы 1980 года консерваторы проиграли и к власти вернулось либеральное правительство Трюдо, не заинтересованное в дальнейшем усилении местной власти на Юконе. При Трюдо в конституцию Канады были внесены изменения, не позволяющие превратить территорию в провинцию без согласия как минимум семи провинций, представляющих как минимум 50 % населения Канады; де-факто, это означало предоставление не заинтересованной в изменении статус-кво провинции Квебек права вето на любые предложения такого рода. Тем не менее кабинет Пирсона в дальнейшем стал играть более важную роль в вопросах контроля над провинциальной территорией и ресурсами, в частности, инициируя передачу земель под контроль коренных наций. В то же время позже Пирсон решительно воспротивился и сумел добиться изменений в тексте соглашения между федеральным правительством и инувиалуитами — инуитами Северо-Западных территорий — о передаче в их регион поселения юконского острова Хершел. В настоящее время на острове Хершел создан территориальный парк Юкона.
Хотя на территориальных выборах 1982 года кандидаты от Новой демократической партии, выступающие за права коренных национальностей на землю и пользующиеся поэтому поддержкой Совета индейцев Юкона, добились хороших результатов в сельской местности, большинство избирательных округов Уайтхорса снова поддержало консерваторов с их программой развития ресурсодобывающих отраслей хозяйства, обеспечив Пирсону второй срок на посту премьера. Однако в программу Пирсона, ориентированную на немедленное привлечение инвестиций, не был заложен долгосрочный план диверсификации хозяйства, и с началом экономического кризиса ответственность за излишнее увлечение сырьевыми отраслями в ущерб всем остальным была возложена на его кабинет, вынужденный ввести режим жесточайшей экономии в деятельности гражданских служб. Кроме того, с 1982 года испортились отношения с коренными национальностями, когда правительство Пирсона остановило переговоры с индейским руководством о правах на землю, неохотно их возобновив на следующий год. В этот период четыре министра кабинета Пирсона один за другим подали в отставку в связи со скандалами и личными проблемами, и в марте 1985 года об уходе с поста премьера заявил и он сам. Два месяца спустя юконские тори, которых теперь возглавлял Уиллард Фелпс, не смогли получить большинство мест в законодательном собрании, где НДП сформировала правительство меньшинства.
После отставки с поста премьера Юкона Крис Пирсон получил назначение в Даллас (Техас) на должность заместителя генерального консула Канады. Во время нахождения в США он женился вторично и в 1990 году переехал на постоянное жительство в долину Нью-Ривер (Виргиния). Он умер 14 февраля 2014 года, оставив после себя вдову и троих детей.